# Brion-près-Thouet
Brion-près-Thouet település Franciaországban, Deux-Sèvres megyében. Lakosainak száma 753 fő (2022. január 1.). Brion-près-Thouet Antoigné, Louzy, Saint-Cyr-la-Lande és Saint-Martin-de-Sanzay községekkel határos.

## Népesség
A település népességének változása:
| Lakosok száma | 785  | 763  | 761  | 740  | 735  | 740  | 740  | 746  | 753  |
|               | 2013 | 2015 | 2016 | 2017 | 2018 | 2019 | 2020 | 2021 | 2022 |